# Gasni zakoni
Gasni zakoni su razvijeni tokom 17. i 19. veka, kada su naučnici počeli shvatati da postoji kod gasova veza između pritiska, zapremine i temperature. Bitno svojstvo gasova je nasumično kretanje njihovih čestica, koje nazivamo Braunovim kretanjem, prema Robertu Braunu, koji je ovu pojavu prvi uočio na sićušnim zrncima cvetnog polena na vodi, posmatrajući ih pod mikroskopom. Kinetička teorija gasova opisuje gas kao veliki broj malih čestica, koje su stalno u nasumičnom kretanju.

## Bojle-Mariotov zakon
Bojle-Mariotov zakon kazuje, da kod konstantnom temperaturom, proizvod pritisaka i zapremine idealnih gasova, uvek je konstantan. Zakon je objavljen 1662. godine.
Ako smanjujemo zapreminu nekog gasa, pritisak će se povećavati. Matematički se taj zakon može opisati kao:
{\displaystyle PV=k_{1}\,}
gde je: P – pritisak gasa (Pa), V – zapremina gasa (m3) i k1 – konstanta (J)

## Šarlov zakon
Šarlov zakon, ili gasni zakon zapremine, je objavljen 1678. godine. On govori da je zapremina idealnog gasa, kada je pritisak konstantan, direktno proporcionalna apsolutnoj ili termodinamičkoj temperaturi T (u Kelvinima). Ako gasu povećavamo temperaturu, poveća će se i zapremina. Matematički se taj zakon može opisati kao:
{\displaystyle V=k_{2}T\,}
gde je: T - apsolutna ili termodinamička temperatura (K), V – zapremina gasa (m3) i k2 – konstanta (u m3/K).

## Gej-Lisakov zakon
Gej-Lisakov zakon je otkrio Žozef Luj Ge-Lisak 1809. godine. On tvrdi da je pritisak u nekom spremniku, koji ima konstantnu zapreminu, direktno proporcionalan sa apsolutnom temperaturom (u Kelvinima). Povećanjem temperature, molekuli gasa postaju sve brži i snažnije udaraju na zidove spremnika. Matematički se taj zakon može opisati kao:
{\displaystyle P=k_{3}T\,}
gde je T - apsolutna temperatura (K), P – pritisak gasa (Pa) i k3 – konstanta.

## Avogadrov zakon
Avogadrov zakon tvrdi da dva spremnika idealnog gasa, sa jednakom temperaturom, pritiskom i zapreminom, sadrže jednak broj molekula. To znači da je zapremina nekog spremnika, direktno proporcionalna sa brojem molova (ili molekula) u tom spremniku. Za 100 kPa i 273,15 K, zapremina jednog mola idealnog gasa iznosi 22,414 dm3 ili 22,414 litre. Matematički se taj zakon može opisati kao:
{\displaystyle V=k_{4}n\,}
gde je V – zapremina gasa (m3), n – broj molova gasa u nekom spremniku (ukupan broj molekula podeljen sa Avogadrovim brojem) i k4 – konstanta.

## Kombinovani zakon i jednačina stanja idealnog gasa
Kombinovani zakon gasova se dobija kombinacijom prve 3 jednačine i pokazuje odnos između pritiska, zapremine i temperature gasa:
{\displaystyle PV=k_{5}T\,}
Ako unesemo i Avogadrov zakon, dobije se jednačina stanja idealnog gasa:
{\displaystyle PV=nRT\,}
gde je: R – gasna konstanta, koja ima vrednost 8,314472(15) J•K−1•mol−1. Ona se može opisati i kao:
{\displaystyle PV=kNT\,}
gde je: k – Bolcmanova konstanta, a N – ukupan broj molekula u spremniku.
Ova jednačina je tačna za idealne gasove, jer se njom zanemaruju razne međumolekularne sile, koje su prisutne kod realnih gasova. Međutim, zakon idealnih gasova je vrlo dobra aproksimacija za veliku većinu gasova, kod umerenih pritisaka i temperatura. 
Iz zakona idealnih gasova mogu se izvući sledeći zaključci:
- ako su temperatura i pritisak konstantni, zapremina gasa je direktno proporcionalan sa brojem molekula gasa.
- ako su temperatura i zapremina konstantni, pritisak gasa je direktno proporcionalan sa brojem molekula gasa.
- ako su temperatura i broj molekula konstantni, pritisak je obrnuto proporcionalan sa zapreminom spremnika.
- ako je broj molekula konstantan u spremniku, sa povećanjem temperature će se povećati ili pritisak ili zapremina (ili oboje).

## Ostali gasni zakoni

### Daltonov zakon
Daltonov zakon tvrdi da je pritisak mešavine gasova jednak zbiru parcijalnih pritisaka pojedinih sastavnih delova mešavine. Matematički se taj zakon može opisati kao:
{\displaystyle P_{total}=P_{1}+P_{2}+P_{3}+...+P_{n}\,}
ili
{\displaystyle P_{Total}=P_{Gas}+P_{{H}_{2}{O}}\,}
gde je: PTotal – ukupan pritisak atmosfere, PGas – je pritisak mešavine gasova u atmosferi i PH2O – pritisak vodene pare, kod neke temperature.

### Henrijev zakon
Henrijev zakon tvrdi da, kod konstantne temperature, količina rastvorenog gasa u tečnosti, je direktno proporcionalna sa parcijalnim pritiskom tog gasa, u ravnoteži sa tečnošću. 
{\displaystyle p=k_{\rm {H}}\,c}
gde je: p – parcijalni pritisak rastvorene materije u gasu iznad rastvora, c – koncentracija rastvorene materije i kH – Henrijeva konstanta, koja zavisi od rastvorene materije, rastvarača i temperature.

## Literatura
- Castka Joseph F.; Metcalfe, H. Clark; Davis, Raymond E.; Williams, John E.: "Modern Chemistry", publisher=Holt, Rinehart and Winston, 2002.
- Guch Ian: "The Complete Idiot's Guide to Chemistry", publisher=Alpha, Penguin Group Inc., 2003.
- Zumdahl Steven S.: "Chemical Principles", publisher=Houghton Millfin Company, 1998.